# Львовская брама (станция метро)
«Льво́вская бра́ма» (укр. «Льві́вська бра́ма») — недостроенная и законсервированная станция Киевского метрополитена. Расположена на Сырецко-Печерской линии, между станциями «Лукьяновская» и «Золотые ворота». Название дано по историческим Львовским воротам, находившимся на месте современной Львовской площади.

## История строительства
Строительство начато в середине 1991 года, но в 1996 году работы были заморожены из-за отсутствия комплексного решения реконструкции Львовской площади, где был запланирован выход со станции, и, главным образом, по причине нехватки средств. Сроки окончания строительства многократно переносились и сейчас неизвестны.
Власти города периодически заявляли о скором начале достройки станции
, но фактически работы не начинались. Очередным вероятным сроком достройки станции называют 2025 год. Один из вариантов проекта постройки выхода со станции в 2012 году был разработан ЧАО «Харьковметропроект».

## Конструкция
Согласно проекту станция будет глубокого заложения пилонного типа. К 1996 году были построены подземный центральный зал и посадочные платформы. Эскалаторный тоннель строить не начинали (по состоянию на начало 2020 года).
Озвученная в январе 2017 года стоимость наклонного хода станции составляла 884 млн грн. и, дополнительно, 3,9 млн на разработку проекта строительства.